# Dekanat Slatinski
Dekanat Slatinski – jeden z 10 dekanatów rzymskokatolickich wchodzących w skład diecezji pożedzkiej w Chorwacji.
Według danych na październik 2015 roku, w jego skład wchodziło 8 parafii.

## Lista parafii
Źródło:
| Lp. | Miejscowość         | Parafia                                        | Proboszcz                 | Kościół                                                           | Grafika |
| --- | ------------------- | ---------------------------------------------- | ------------------------- | ----------------------------------------------------------------- | ------- |
| 1   | Čađavica            | Parafia św. Piotra Apostoła                    | Stjepan Vuk               | Kościół św. Piotra Apostoła w Čađavica                            |         |
| 2   | Nova Bukovica       | Parafia Wniebowzięcia Najświętszej Maryi Panny | Mario Matijević           | Kościół Wniebowzięcia Najświętszej Maryi Panny w Nova Bukovica    |         |
| 3   | Podravska Moslavina | Parafia Narodzenia Najświętszej Maryi Panny    | Msgr. Vladimir Škrinjarić | Kościół Narodzenia Najświętszej Maryi Panny w Podravska Moslavina |         |
| 4   | Sladojevci          | Parafia św. Barbary                            | Darijo Šimić              | Kościół św. Barbary w Sladojevci                                  |         |
| 5   | Slatina             | Parafia św. Józefa                             | Dragan Hrgić              | Kościół św. Józefa w Slatina                                      |         |
| 6   | Slatina             | Parafia bł. Ivana Merza                        | Nikola Jušić              | Kościół bł. Ivana Merza w Slatina                                 |         |
| 7   | Sopje               | Parafia św. Marii Magdaleny                    | Augustin Tašić            | Katedra św. Marii Magdaleny w Sopje                               |         |
| 8   | Voćin               | Parafia Nawiedzenia Najświętszej Maryi Panny   | Mladen Štivin             | Kościół Nawiedzenia Najświętszej Maryi Panny w Voćin              |         |